# Седакова, Ольга Генриховна
Ольга Генриховна Седакова (род. 6 марта 1972, Москва, СССР) — советская и российская синхронистка, девятикратная чемпионка Европы, трёхкратная чемпионка мира, участница Олимпийских игр. Заслуженный мастер спорта России.

## Карьера
Родилась 6 марта 1972 года в Москве.
Начала заниматься синхронным плаванием в 1982 году. Выступала за ВДСО «Трудовые резервы» (Москва). Тренировалась под руководством Елены Полянской и Сюзи Морган.
Победительница Кубка СССР (1987) в одиночных и парных упражнениях, 2-й призёр Кубка СССР (1989) в одиночных и парных упражнениях.
В сборной РСФСР и РФ —  с 1991 по 1999 год. Чемпионка мира (1998) в одиночных, парных и групповых упражнениях. Победительница Кубка мира (1997) в одиночных, парных и групповых упражнениях, 3-й призер Кубка мира (1993, 1995 — в одиночных упражнениях; 1991, 1995 — в групповых упражнениях). Чемпионка Европы (1991, 1993, 1995, 1997) в одиночных, парных и групповых упражнениях. Участница Олимпийских игр (1992, 1996), чемпионатов мира (1991, 1994).
С 1992 года проживает в Цюрихе (Швейцария). Работает тренером сборной Швейцарии.
В 2019 году включена в Зал славы мирового плавания.